# Rzepowa zima
Rzepowa zima (z niem. Steckrübenwinter) – z przełomu lat 1916–1917 była okresem w Cesarstwie Niemieckim podczas I wojny światowej, w trakcie którego ludność cywilna będąca zapleczem niemieckiej machiny wojennej przechodziła bardzo trudne warunki, głównie głód.

## Wprowadzenie
Przez cały okres trwającej I wojny światowej, Cesarstwo Niemieckie było w ciągłym zagrożeniu głodu przez skuteczną blokadę morską Ententy. Jakakolwiek pozostała w Niemczech żywność była wysyłana dla żołnierzy walczących na froncie. Z tego powodu ciężar niedoboru żywności został przerzucony na ludność cywilną. Zima przełomu 1916–1917, później znana jako „rzepowa zima”, wyznaczyła jeden z najtrudniejszych okresów dla wojujących Niemiec. Chłodna jesień 1916 spowodowała ubogie plony ziemniaków, a większość wysłanych do miast zbiorów zgniła. Potężny pobór do wojska był jednym z głównych czynników tego stanu rzeczy, ponieważ wszystkie sektory gospodarki cierpiały na brak rąk do pracy. Utrata zbiorów ziemniaków zmusiła ludność niemiecką do jedzenia szwedzkiej rzepy, aby przetrwać.
Tradycyjnie wykorzystywana jako pasza dla zwierząt, to warzywo było w zasadzie jedynym dostępnym pożywieniem przez zimę 1917 roku. Niedożywienie i choroby odebrały tysiące żyć, głównie cywili i rannych żołnierzy, którzy wrócili z frontu. Charakterystycznym przykładem warunków panujących w domach był skok śmiertelności kobiet, który w porównaniu do czasów przedwojennych wzrósł o 11,5% w 1916 i o 30% w 1917. Ten współczynnik wzrósł przez niedożywienie i choroby, które były powszechne wśród ludności niemieckiej. Głód i trudy Rzepowej Zimy mocno wpłynęły na morale w Niemczech, uświadamiając Niemcom, pod jak silnym obciążeniem jest ich kraj w przeciągającej się wojnie.

## Podłoże
Wojna z Francją, Wielką Brytanią i Rosją, która zaczęła się w lecie 1914 roku postawiła Cesarstwo Niemieckie w obliczu wojny na dwa fronty. Aby uniknąć tej niebezpiecznej sytuacji, Niemcy zaprojektowali Plan Schlieffena. Plan ten zakładał, że jeżeli wojska niemieckie będą mogły zaatakować Francję od strony Belgii i pokonać Francuzów, szybko zamykając jeden z frontów, będą mogli się skupić już tylko na Rosji. Wiara Niemców w Plan Schlieffena okazała się wyjątkowo optymistyczna i siły francuskie, dowodzone przez generała Josepha Joffre „zaszachowały niemiecki atak na rzece Marnie we wrześniu”, w starciu, które później było znane jako Pierwsza Bitwa nad Marną. Po poniesieniu porażki nad Marną, widmo wojny na dwa fronty stały się dla Niemiec coraz bardziej prawdopodobne. W miesiącach następujących po bitwie nad Marną siły niemieckie stoczyły serię bitew z połączonymi siłami brytyjskimi i francuskimi, znaną jako „Wyścig do Morza”, w której przeciwne siły usiłowały przełamać flankę strony przeciwnej.
Od października do późnego listopada, armie ścierały się w prawie miesiąc trwającej pod Ypres we Flandrii, niedaleko Morza Północnego, która spowodowała straszliwe straty po obu stronach. Po Ypres, dopiero kilka miesięcy od początku Wielkiej Wojny, armia niemiecka straciła już 241 tysięcy ludzi. Pod koniec 1914 roku walki w Europie Zachodniej, znane jako Front Zachodni, zamieniły się w wojnę na wyczerpanie, kiedy armie po obydwu stronach się okopały. W odpowiedzi na kampanie lądowe, Brytyjczycy użyli środków morskich. Aby zaszkodzić siłom niemieckim, Royal Navy do końca 1914 roku zablokowała „północne podejścia do Morza Północnego w celu odcięcia zaopatrzenia dla żołnierzy i cywili Państw Centralnych”. Utknięte w ciągłych walkach na Froncie Zachodnim, które już uszczupliły zapasy, Niemcy zmierzyli się jednocześnie z rosyjskim zagrożeniem na wschodzie i brytyjską blokadą. Blokada Brytyjczyków uwydatniła wady Niemiec w stanie wojny. Niemiecka gospodarka była międzynarodowym olbrzymem, produkującym większość z potrzebnych rzeczy do prowadzenia wojny, to nie potrafiła zabezpieczyć zaopatrzenia w żywność. Z przeciągającymi się walkami na dwóch frontach i zapasami odciętymi przez brytyjską blokadę, niedobory żywności w domu jak i na froncie stawały się coraz poważniejszymi problemami. Zimą 1916–1917 te problemy osiągnęły nowy poziom w okresie znanym jako rzepowa zima.

## Rzepowa zima

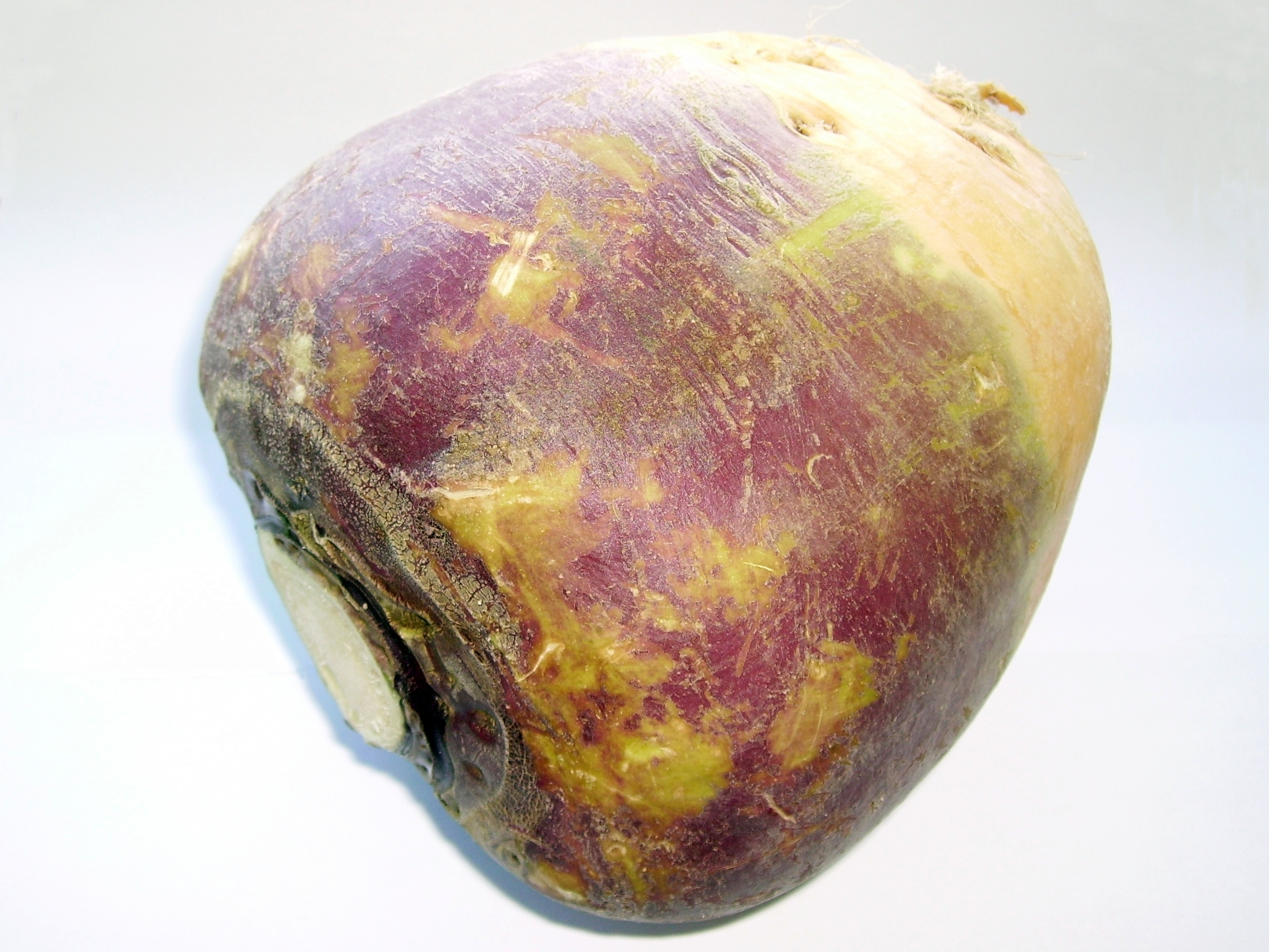
Brukiew, zwana Szwedzką Rzepą, w Niemczech wykorzystywana najczęściej jako pasza dla świń.

Okres ten nastąpił podczas zimy 1916–1917 w Niemczech. Ciągle złe warunki pogodowe spowodowały małe zbiory, głównie zbóż. Dodatkowo, blokada Aliantów zapoczątkowana w 1914 wpłynęła na mniejsze zaopatrzenie w żywność w Państwach Centralnych o 33 procent. Braki w żywności były także spowodowane zabieraniem przez państwo koni dla wojska, masowym poborem ludności rolniczej i brakami w nawozach roślin, których główny składnik, azot był w większości wykorzystywany do produkcji materiałów wybuchowych.

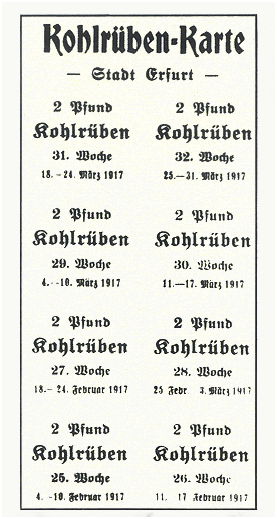
Znaczki z racjami rzepy z miasta Erfurt. Za nie przysługiwał 1 kilogram (2 funty) rzepy tygodniowo, 1917

           W odpowiedzi na braki, niemiecki rząd wprowadził racjonowanie żywności. Zaczęło się ono z założeniem „Biura Żywności Wojennej” 22 maja 1916 roku. Biuro odpowiedzialne było za podtrzymanie zaopatrzenia w żywność armii i społeczeństwa. W lecie 1917 racjonowane posiłki zapewniały tylko 1560 kilokalorii dziennie i spadły do 1000 kilokalorii w zimie. Cesarskie Biuro Zdrowia w tym czasie wymagało 3000 kilokalorii dziennie na zdrowego, dorosłego mężczyznę, trzykrotnie więcej niż zapewniono zimą. Biuro Zdrowia wprowadziło także regulację cen aby najbiedniejsi mieli co jeść. Rząd próbował także walczyć z niedoborami zbóż nakazując wypiekanie chleba z użyciem ziemniaków. Później zamieniono ziemniaka na rzepę. W tamtym czasie wykształcił się czarny rynek, dzięki któremu można się było zaopatrzyć w cokolwiek innego do jedzenia.

### Niepokoje społeczne
Kierowane głodem, dzieci włamywały się do stodół i okradały sady owocowe w poszukiwaniu jedzenia. Spowodowało to podwojenie przestępczości wśród nieletnich. Strajki robotników były także częste w tamtym okresie. Najbardziej znany przypadek takiego strajku miał miejsce w Düsseldorfie w lecie 1917, gdzie robotnicy narzekali na nierówną dystrybucję żywności.

### Problemy wojska
W 1916 roku wybuchł bunt w marynarce wojennej podsycony przez protesty spowodowane niejadalnymi racjami. Marynarze twierdzili, że otrzymywali racje zmniejszone o dwie uncje przez trzy tygodnie, gdy oficerowie jedli i pili w sposób nieumiarkowany. Konserwatywny rząd Niemiec uznał, że socjalistyczny spisek stoi za buntem w marynarce. Listy marynarzy z tamtego okresu oczyściły po latach z zarzutów oskarżonych o ten spisek ludzi.

## Następstwa
Zastąpienie ziemniaków rzepą silnie wpłynęło na odżywianie Niemców podczas i po wojnie. Na początku wojny na dietę Niemców w największym stopniu składały się ziemniaki, a niedobory mocno zmieniły ich sposób odżywiania się i odcięły od witamin i innych składników odżywczych, które do tej pory czerpali z ziemniaków. Chleb robiony z rzepy był dużo trudniejszy do trawienia i organizm nie mógł się łatwo przystosować do takiej zmiany. Chleb z rzepy był zwany przez Niemców „chlebem wojennym”.